# Sanggye Päl
Sanggye Päl (1267-1314) was een Tibetaans geestelijke uit de sakyatraditie van het Tibetaans boeddhisme.
Hij was de zevende keizerlijk leermeester (dishi) van 1305 tot 1314 voor de Yuankeizers Külüq Khan en Buyantu Khan. De titel van keizerlijk leermeester werd voor het eerst werd toegekend aan Phagspa door keizer Koeblai Khan. Hij was een neef (oomzegger) van de vijfde leermeester Dragpa Öser.